# Kipengerekanarie
De kipengerekanarie (Crithagra melanochroa; synoniem: Serinus melanochrous) is een zangvogel uit de familie Fringillidae (vinkachtigen).

## Verspreiding en leefgebied
Deze soort is endemisch in zuidelijk Tanzania.